# Продор модерности
Продор модерности (норвешки: Det moderne gjennombrudd, дански: Det moderne gennembrud, шведски: Det moderna genombrottet) име је покрета који се jавља у Скандинавији крајем 70-их година XIX века. Овим називом означава се период у ком реализам замењује тенденције националног романтизма и поетског реализма који су до тада били присутни у књижевности и уметности.
Термин "продор модерности" користи се пре свега за период од 1870-их до 1890-их у скандинавској историји књижевности, која се током овог периода одваја од остатка Европе. Оно што подстиче појаву продора модерности у књижевности јесу велике промене у друштву: развија се саобраћај (железница), јављају се нови и бржи начини комуникације (телеграф, телефон), оснивају се фабрике. Масовни народни покрети, индустријализација и урбанизација такође воде ка брзим и коренитим друштвеним променама. Књижевност овог времена је пре свега реалистичка, а њено тежиште је на друштвеној дебати.
Често се сматра да је дански теоретичар Георг Брандес стајао иза овог покрета, иако су неки аутори почели да пишу у реалистичком стилу чак и пре него што је Брандес формулисао естетичку парадигму покрета. Његова предавања на Универзитету у Копенхагену, почевши од 1871. године, као и његово дело Главне струје књижевности 19. века (дански: Hovedstrømninger i det 19. Aarhundredes Litteratur) обележавају почетак периода.

## Карактеристике
Аутори продора модерности побунили су се против традиционалних културних тема, а поготово против епохе романтизма у књижевности, и окренули су се реалистичкијем приступу. Писци овог времена такође су усвојили либералније погледе на теме попут сексуалности и религије, те отворено изражавали интерес за научна достигнућа, попут Дарвинове теорије еволуције. Жене писци стекле су утицај без преседана током овог периода. Проблематика рода и положаја жена у друштву такође је стављена у фокус.
Чувена Брандесова крилатица: "треба изнети проблеме на расправу", изговорена приликом једног од његових предавања на Универзитету у Копенхагену, језгровито сажима основни постулат продора модерности. Њоме су осликане особине покрета који тежи ка књижевности која је реалистичка и која приступа анализи друштва и друштвених проблема на критички начин.

## Ток догађаја
Сам зачетак продора модерности углавном се приписује Георгу Брандесу, који је већ 1869. године на дански превео контроверзни есеј Џона Стјуарта Мила "Потчињеност жена". У годинама које долазе Брандес је предавао на Универзитету у Копенхагену, а потом и на другим европским универзитетима, критикујући романтизам. Истицао је да данска књижевност тог времена не иде у корак са савременим данским друштвом, да је застарела. Брандес је такође писао књиге и чланке на ову тему, а поготово је дело Главне струје књижевности 19. века (Hovedstrømninger i det 19de Aarhundredes Litteratur) (објављено у неколико томова 1872. године) битно као теоретска основа књижевности тог времена.
Неколицина других аутора тог периода имало је интернационалне контакте, а многи од њих су и сами живели у иностранству у краћим периодима. Захваљујући томе, у градовима попут Париза, Берлина и Рима, постојале су мале колоније скандинавских уметника, а неки од њих су чак и објављивали своја дела директно на страним језицима. Њихова дела су била превођена много брже него пре и то је, између осталог, допринело томе да овај покрет доживи свој пробој.
Многи аутори почели су се интересовати за субјекте религиозне или духовне природе, те је 1890-их симболизам делимично сменио продор модерности. Реализам продора модерности, међутим, утицао је и на позније ауторе попут Селме Лагерлеф, Јоханеса В. Јенсена и Мартина Андешена Нексеа у годинама које долазе (1900-1920) и које се понекад зову продор популарности (дански: "Det Folkelige Gennembrud"). Сам назив произилази из тенденције аутора овог периода ка писању о нижим летвицама друштва, нпр. дело "Пеле Освајач" Мартина Андешена Нексеа, по ком је и снимљен филм 1987. године.
Културно-радикални покрет у периоду 1920-1940. често се описује као наставак продора модерности, или се пак продор модерности назива почетком културног радикализма.

## Жене и финансије
У Шведској су жене 1870. године добиле право да се образују за лекаре. Значајно питање за многе жене овог времена у Норвешкој било је питање издржавања. Раније је било уобичајено за жене у грађанским круговима да живе заједно са својим рођацима, али сада су биле присиљене да оду на тржиште рада, иако им истовремено још увек није било дозвољено да се лате неког тежег облика посла.
У ово време, супруг је имао право да слободно располаже имовином своје жене. Управо ово питање које се тицало права власништва удатих жена обрађивано је у неколицини књижевних дела, између осталог и у драми Праве жене (Sanna kvinnor) Ане Шарлоте Лефлеш (1883). Дотиче га се и Аугуст Стриндберг немали број пута, мада заузимајући негативан став, између осталог у Браковима II и у драми Пријатељи (1888).
Шведски роман који обрађује економску ситуацију жена јесте Новац Викторије Бенедиктсон из 1885.

## Дебата о моралу
Дебата о моралу подразумева дебату у књижевности која је захватила читаву Скандинавију 1880-их година. Расправљало се о двоструком моралу који је важио и за мушкарце и жене, а који се тицао сексуалне активности пре брака и током истог. Док се од жена очекивала потпуна апстиненција пре брака, мушкарчев промискуитет се, пак, сматрао природним. Чак је и неверство мушкарца у браку било друштвено толерисано. У складу са духом новог периода, и овај друштвени проблем изнет је на расправу, а временом су се формирале две главне струје.
С једне стране, заједно са Георгом Брандесом, као заступници сексуалног ослобођења и укидања дуплих стандарда, стоје Хенрик Ибсен, Ханс Јегер, Јунас Ли, Арне Гарборг, Амалие Скрам.
С друге стране, пак, стоје Бјернстјерне Бјернсон и његово дело Рукавица (En handske) у ком се он јасно залаже за једнакост мушкараца и жена, али не у смеру сексуалног ослобођења. Напротив, Бјернсон је сматрао да и мушкарци и жене треба да очувају чедност и апстинирају пре брака. Уз њега стоји и Елизабет Грунтвиг, прва жена која је јавно изнела своје мишљење у дебати о моралу. Није била једина – иако су поједине суфражеткиње, попут Кити Ћеланд, биле присталице женског сексуалног ослобођења, ипак је било више припадница женског пола које су сматрале да би сексуално ослобођење имало више негативних него позитивних последица. Општа неједнакост међу половима у XIX веку значила је да је брак женина гаранција за физичку и социјалну сигурност и издржавање. Слободнији сексуални морал би дозволио мушкарцу да има односе са различитим женама, при чему не би морао да се обећа било којој од њих по том основу. Жене би тиме ризиковале да остану саме са ванбрачним дететом које не би могле да издржавају будући да је на тржишту рада било мало послова за жене, који су притом били врло лоше плаћани.
Проституција је била распрострањена у свим нордијским земљама и била је законски регулисана. Посматрала се као неопходност друштва која представља вентил за мушкарчев јак сексуални нагон, те се стога и толерисала. Власти су закључиле да уколико не могу да искорене проституцију, барем могу да је контролишу, те су увели обавезно регистровање проститутки, које су свакако биле више кажњаване него њихове муштерије. Два норвешка романа која су се бавила проблемом проституције јесу Од бохема Кристијаније (Fra Kristiania-Bohêmen) Ханса Јегера (1885) и Албертина (Albertine) Кристијана Крога (1886), оба конфискована по издавању.

## Битни аутори
- Данска:
  - Херман Банг
  - Георг Брандес
  - Едвард Брандес
  - Мартин Андешен Нексе
  - Амалие Скрам (Норвежанка, али активна у Данској)
- Норвешка:
  - Бјернстјерне Бјернсон
  - Арне Гарборг
  - Хенрик Ибсен
  - Ханс Јегер
  - Александер Ћеланд
  - Јунас Ли
- Шведска:
  - Викторија Бенедиктсон
  - Аугуст Стриндберг